# Gienkowe Mury

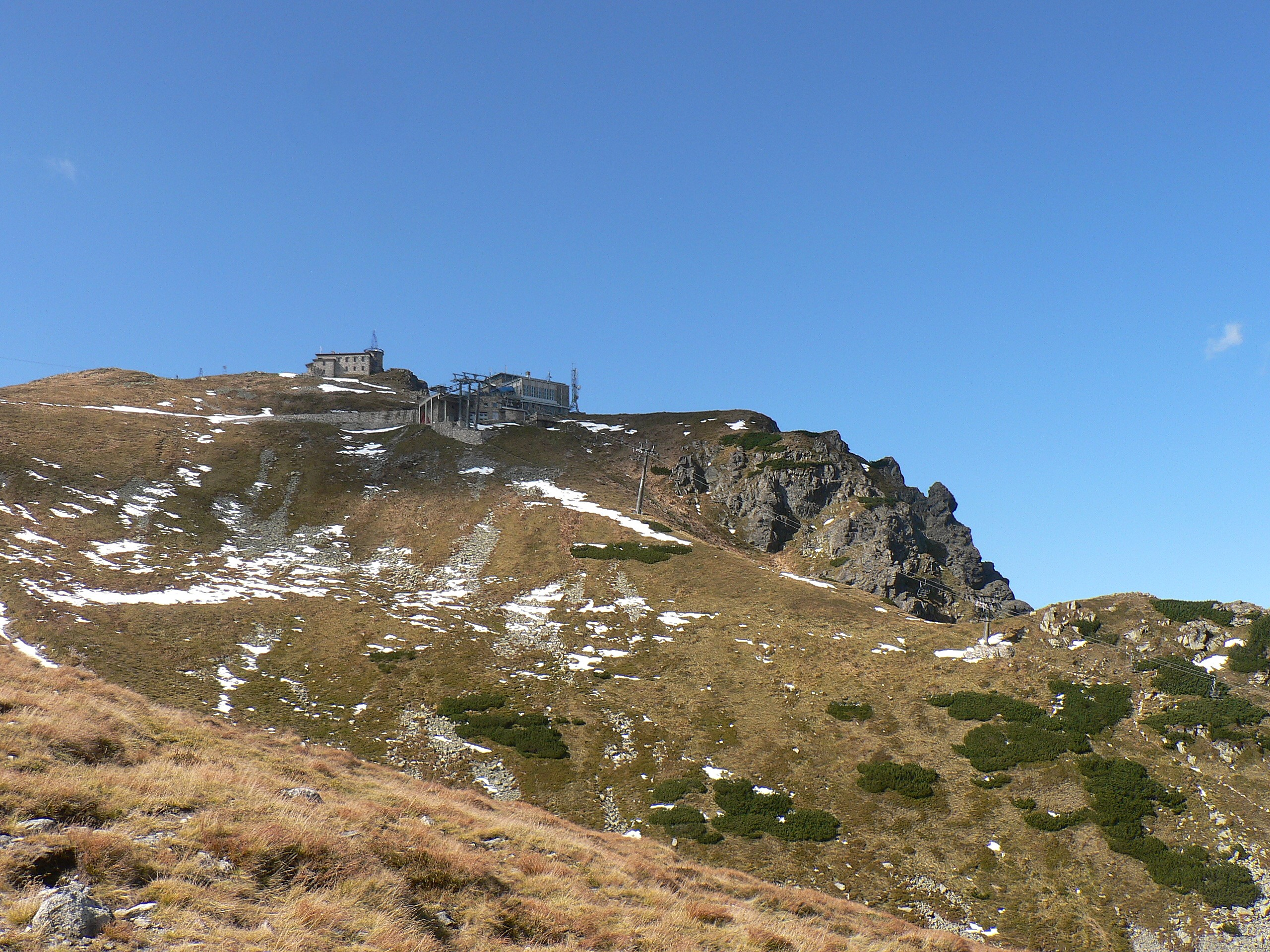
Kopuła szczytowa Kasprowego Wierchu, widoczny końcowy fragment szlaku od strony Gienkowych Murów

Gienkowe Mury – kamienny zrąb bacówki na skraju Doliny Suchej Stawiańskiej, u rozdroża szlaku żółtego i zielonego, w polskiej części Tatr Zachodnich. Konstrukcja była budowana przez Eugeniusza Sieczkę w latach 1934–1936 z zamiarem prowadzenia w niej nielegalnego schroniska, ale nigdy nie została ukończona, ponieważ powstanie kolei linowej na Kasprowy Wierch i zabudowań na szczycie podważyło sens ekonomiczny przedsięwzięcia. Pozostałości znajdowały się w widłach żółtego szlaku turystycznego na Kasprowy Wierch i zielonego na przełęcz Liliowe, na wysokości 1710 m n.p.m., dobrze widoczne wśród kosodrzewiny zwłaszcza z tego pierwszego. Miały formę granitowych obmurowań z dużych głazów połączonych zaprawą murarską. Wygląd ruin uważano niekiedy za niekorzystny dla urody krajobrazu.
Gienkowe Mury zostały rozebrane na jesieni roku 2006 w ramach prac nad modernizacją kolei linowej na Kasprowy Wierch, a pozyskany budulec wykorzystano w sierpniu następnego roku przy naprawie szlaku czerwonego w pobliżu Kasprowego Wierchu. Czasopismo „Dzikie Życie” określiło rozbiórkę jako „pozorowane ruchy zadośćuczynienia przyrodzie” w związku z inwestycją. W istocie okazała się ona jednak wysoce szkodliwa przyrodniczo, gdyż ruiny schroniska były bardzo cenne pod względem lichenologicznym: występowały w nich rzadkie i bardzo rzadkie porosty epilityczne, w tym siedem gatunków notowanych w Tatrach jedynie na tym stanowisku (Acarospora badiofusca, Caloplaca lactea, Lecanora albescens, Lecanora dispersa, Rhizocarpon polycarpum, Xanthoria elegans, Xanthoria parietina). Likwidacja zrębu bacówki połączona z oczyszczeniem głazów znacząco zubożyła biotę porostową Tatr.
Współcześnie określenie „Gienkowe Mury” używane jest abstrakcyjnie dla oznaczenia rejonu rozdroża szlaków, przy którym znajdowała się konstrukcja. Posługują się nim w tej roli ratownicy TOPR-u, a także wspinacze i skialpiniści. Przy rozdrożu znajduje się również źródło o znaczeniu turystycznym.

## Szlaki turystyczne
W pobliżu Gienkowych Murów znajduje się rozwidlenie szlaków turystycznych:
 – żółty od schroniska „Murowaniec” na Kasprowy Wierch. Czas przejścia spod Murowańca do Gienkowych Murów: 40 min, ↓ 35 min. Czas przejścia od Gienkowych Murów na Kasprowy Wierch: 1 h, ↓ 40 min
 – zielony od Gienkowych Murów na przełęcz Liliowe. Czas przejścia: 55 min, ↓ 35 min.